# ビリングス・ローガン国際空港
ビリングス・ローガン国際空港（ビリングス・ローガンこくさいくうこう、Billings Logan International Airport、IATA: BIL）は、アメリカ合衆国モンタナ州東南部にある空港。同州の最大都市ビリングスとその都市圏のみならず、モンタナ州東部・中南部、さらにはワイオミング州北部にわたる広い地域をカバーする。空港はダウンタウンの北3キロメートルに立地している。
名称に「国際」が付いているが国内線のみである。最も遠い行先でも西へはシアトル、南へはラスベガス、東へはシカゴにとどまる。しかし、デンバー国際空港、シカゴ・オヘア国際空港、ソルトレイクシティ国際空港、ミネアポリス・セントポール国際空港、ポートランド国際空港、シアトル・タコマ国際空港と、各社のハブ空港への直行便があり、比較的利便性は高い。約11万人の人口を抱えてはいるが、大都市からはいずれも遠く離れ、車ではシアトル・ミネアポリスのいずれへも12時間以上を要するビリングスにとっては、地域と州外とを結ぶ重要な玄関口としての役割を果たす空港である。

## 歴史
記録に残っている中では、ビリングスでの最初の飛行は1912年に地元歯科医のフランク・ベルが自作のカーティス0-X-5機で行ったものであった。翌1913年の戦没将兵追悼記念日には、ベルはビリングス・パークシティ間往復64kmを飛行した。この飛行は地元の画家J・K・ラルストンによってFirst Flightというタイトルの絵画として残された。この絵画はビリングス・ローガン国際空港のロビーに展示されている。
1927年、ビリングスでの空港建設の機運が高まりを受け、市当局は滑走路の建設のために5,000ドル（当時）の費用と162haの用地を承認した。工具を馬に曳かせて建設された550mの滑走路と管理棟は1928年に完成し、同年5月28日にビリングス市営空港として開港した。1933年には、ノースウェスト航空が大手航空会社としては初めてビリングスに乗り入れた。
空港は1935年の滑走路ランプ設置から2005年の新管制塔完成まで、幾度にもわたって行われた。空港ターミナルは1958年、1972年、1992年の3度、大規模な改装がなされた。2006年初めには、航空機の到着便と出発便をリアルタイムで表示するモニタが設置された。
空港は故人となった空港マネジャーのディック・ローガンから名を取って1957年にビリングス・ローガン・フィールドと改名された。さらに1971年にはビリングス・ローガン国際空港と改称された。当時はカナダからの国際線が発着していた。

## ターミナル
ビリングス・ローガン国際空港のターミナルはAとBの2つのコンコースに分かれている。

## 主な就航路線
| 航空会社                   | 就航地                         |
| -------------------------- | ------------------------------ |
| アラスカ航空               | シアトル、ポートランド         |
| ユナイテッド航空           | デンバー                       |
| ユナイテッド・エクスプレス | デンバー                       |
| デルタ航空                 | ソルトレイクシティ             |
| デルタ・コネクション       | ソルトレイクシティ             |
| アメリカン・イーグル       | ダラス                         |
| フロンティア航空           | デンバー                       |
| アレジアント航空           | ラスベガス、フェニックス・メサ |
| ケープエア                 | バレー郡                       |

### 航空貨物
- フェデックス・エクスプレス
- UPS航空

かつてはDHLアビエーションの貨物機もビリングスに発着していたが、2006年1月に撤退した。